# آسیاب‌آبی بندو ۲
آسیاب آبی بندو ۲ مربوط به دوره ساسانیان است و در شهرستان عسلویه، بخش مرکزی شهرستان عسلویه، دهستان عسلویه، روستای بندو واقع شده و این اثر در تاریخ ۲۸ اسفند ۱۳۸۵ با شمارهٔ ثبت ۱۸۶۵۰ به‌عنوان یکی از آثار ملی ایران به ثبت رسیده است.